# Dorothy DeBorba
Dorothy DeBorba (Los Angeles, 28 marzo 1925 – Walnut Creek, 2 giugno 2010) è stata un'attrice statunitense, nota come attrice bambina nella serie Simpatiche canaglie dal 1930 al 1933.

## Biografia
Cominciò a recitare nelle Simpatiche canaglie nel 1930, nell’episodio Pups Is Pups, dove interpreta la sorella minore di Jackie Cooper. Nel 1931 poi, sostituì Mary Ann Jackson come protagonista femminile della serie. Il suo personaggio, soprannominato Echo, era riconoscibile per il suo carattere mascolino e gli occhi storti. Lasciò la serie nel 1933 a soli 8 anni.
Successivamente studiò alla Van Nuys High School e in età adulta lavorò nella società Republic Pictures e all’università UC Berkeley. Si sposò due volte ed ebbe due figli.
Morì nel 2010 a causa di un enfisema, a 85 anni.

## Riconoscimenti
- Young Hollywood Hall of Fame (1930')

## Filmografia
- Simpatiche canaglie, serial cinematografico -

1. Pups Is Pups
2. Teacher's Pet
3. School's Out
4. Helping Grandma
5. Love Business
6. Little Daddy
7. Bargain Day
8. Fly My Kite
9. Big Ears
10. Shiver My Timbers
11. Dogs Is Dogs
12. Readin' And Writin'
13. Free Eats
14. Spanky
15. Choo-Choo!
16. The Pooch
17. Hook And Ladder
18. Free Wheeling
19. Birthday Blues
20. A Lad An' A Lamp
21. Fish Hooky
22. Forgotten Babies
23. The Kid From Borneo
24. Mush and Milk